# Cortina rompeviento

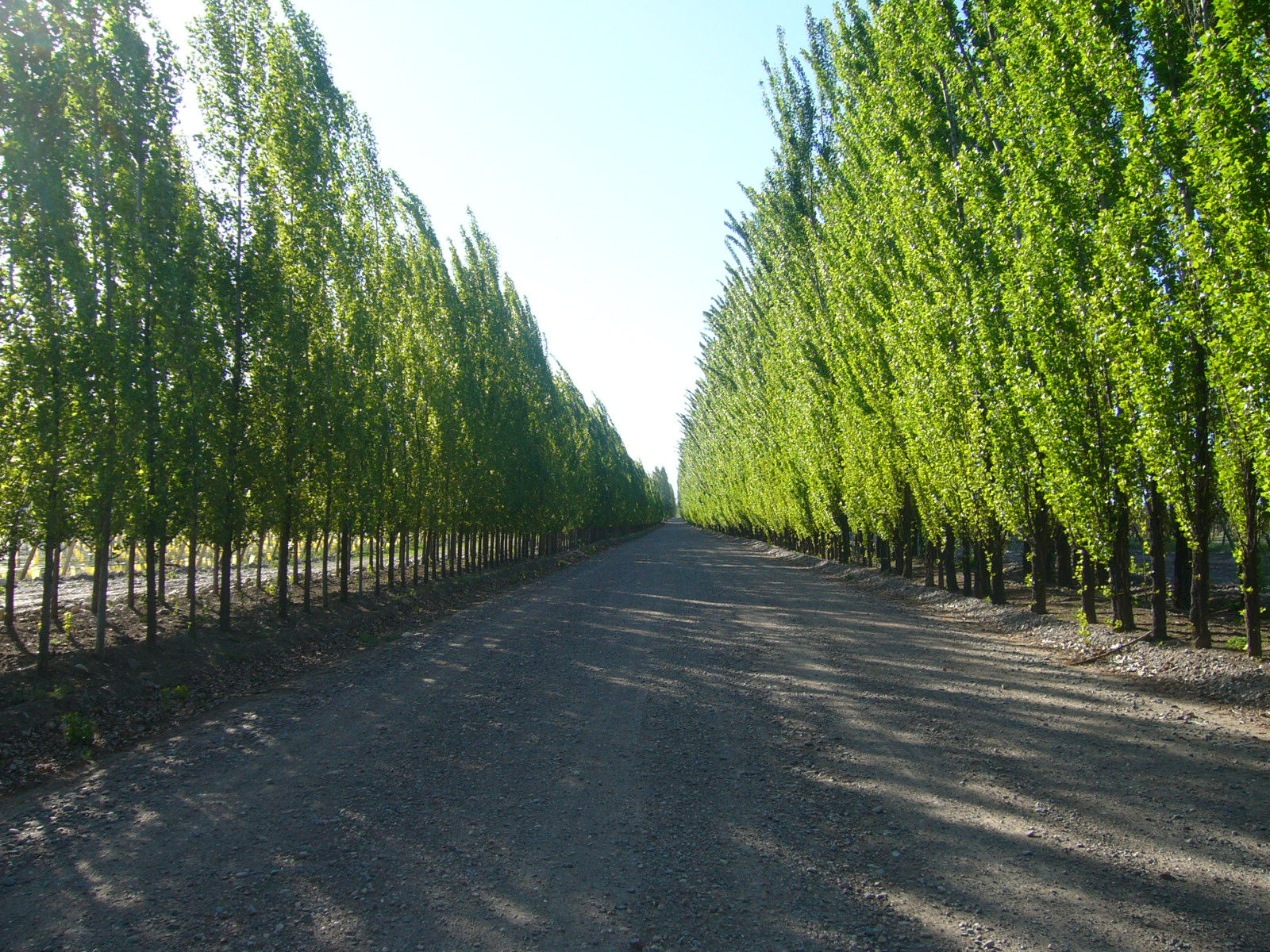
Hilera de Álamos en Mendoza, Argentina, usada como cortina rompeviento.

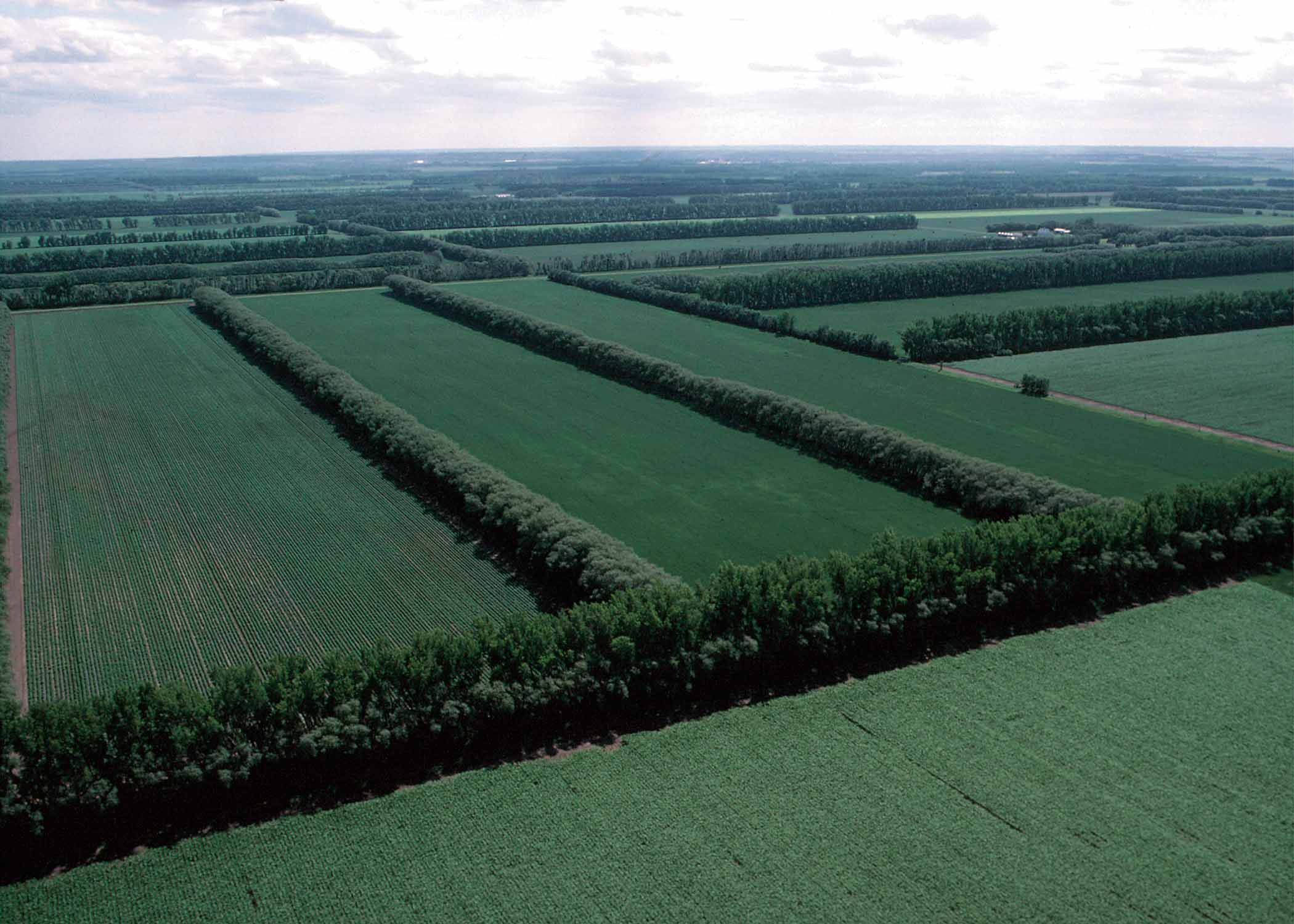
Vista aérea de una cortina rompeviento en Dakota del Norte, Estados Unidos. 1997. USDA Natural Resources Conservation Service

Una cortina rompeviento, cortina cortavientos o cortina forestal es una sucesión de árboles plantados en fila para proveer protección contra el viento, prevenir la erosión eólica, y evitar la evapotranspiración brusca. Se plantan alrededor de los bordes de lotes o campos agrícolas. Puede estar conformada por plantas anuales.
En edificios, si se diseña correctamente una cortina, puede reducirse el costo de calentar y enfriar, ahorrando energía.
En carreteras, las cortinas ayudan a mantener libre de nieve la cinta asfáltica. Otros beneficios son dar hábitat para la fauna, y además pueden utilizarse para extraer ramas para leña.
Otro uso para las cortinas es separar una granja del camino principal. Esto reduce la incursión visual desde la carretera, reduce ruidos del tránsito, y mejora la separación entre los animales de la granja y la ruta.